# 달리트

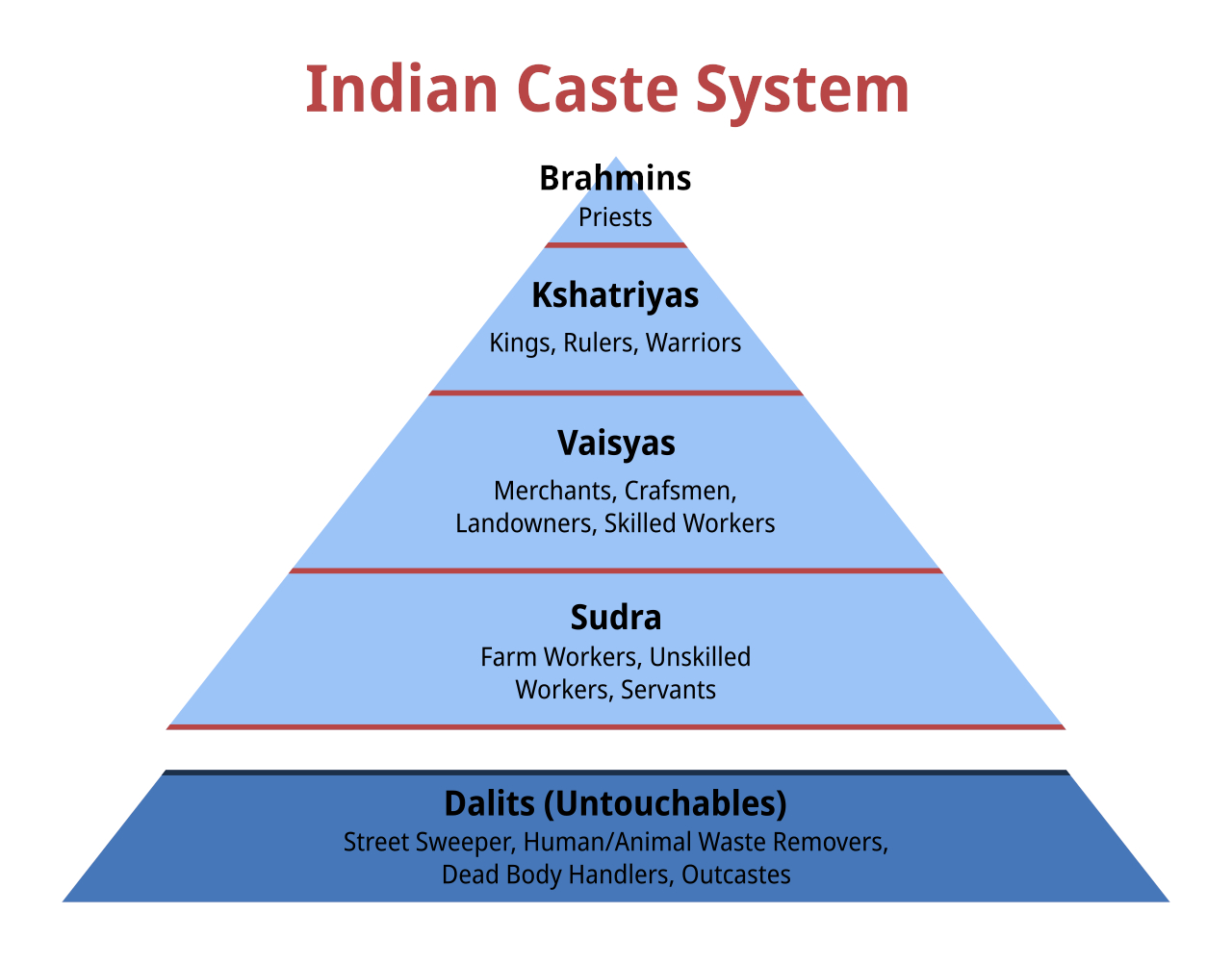
브라만(성직자)이 가장 높은 계층에 있고 달리트(역사적으로 불가촉천민으로 주변화되었으며, 바르나 시스템 외부에 있는 것으로 간주됨)가 가장 낮은 계층에 있는 바르나 시스템 계층 구조를 나타낸 그림.

달리트(산스크리트어·힌디어: दलित)는 인도 아대륙 카스트의 최하층을 대표하는 불가촉천민과 아웃카스트를 일컫는 용어이다. 이들은 또한 하리잔이라고도 불린다. 달리트는 카스트 계층의 네 가지 바르나에서 제외되었으며, 판차마라고도 불리는 다섯 번째 바르나를 형성하는 것으로 간주되었다.
몇몇 학자들은 달리트와 일본의 부라쿠민, 한국의 백정, 그리고 중세 유럽 봉건제의 농민 계급 사이에 유사점을 찾아냈다.
달리트는 주로 힌두교를 따르지만 상당수의 인구가 불교, 시크교, 기독교, 그리고 이슬람교를 따른다. 인도의 헌법은 달리트를 지정 카스트 중 하나로 포함하며; 이는 달리트에게 보호, 적극적 우대조치 (인도에서는 예약제로 알려짐), 그리고 공식적인 개발 자원에 대한 권리를 부여한다.

## 용어
달리트라는 용어는 "불가촉천민"이라고 불리는 사람들과 전통적인 힌두 카스트 계층 밖에 있던 사람들을 지칭한다. 경제학자이자 개혁가인 빔라오 람지 암베드카르(1891–1956)는 불가촉천민이 불교와 브라만교 사이의 우월성 투쟁 때문에 서기 400년경 인도 사회에 들어왔다고 말했다. 일부 힌두 성직자들은 불가촉천민과 친교를 맺었고 낮은 카스트 계급으로 강등되었다. 파문당한 브라만이었던 에크나트는 바크티 운동 기간 동안 불가촉천민의 권리를 위해 싸웠다.
1880년대 후반, 마라티어 단어 '달리트'는 조티라오 풀레에 의해 힌두 사회에서 억압받고 파괴된 아웃카스트와 불가촉천민에게 사용되었다. 달리트는 산스크리트어 दलित (dalita)의 토착어 형태이다. 고전 산스크리트어에서 이는 "나뉜, 분열된, 깨진, 흩어진"을 의미한다. 이 단어는 19세기 산스크리트어에서 "(사람)이 네 가지 바르나 중 하나에 속하지 않는"다는 의미로 재해석되었다. 아마도 이 의미로 처음 사용된 것은 푸네 기반의 사회 개혁가 조티라오 풀레였으며, 다른 힌두교도들에 의해 이전의 "불가촉천민" 카스트가 겪었던 억압의 맥락에서였다. 달리트라는 용어는 1935년 이전에 인도 인구 조사 분류인 Depressed Classes의 번역으로 사용되었다. 이는 스스로 달리트였던 빔라오 람지 암베드카르에 의해 대중화되었으며, 그는 모든 억압받는 사람들을 카스트와 상관없이 달리트의 정의에 포함시켰다. 이 용어는 힌두교의 사중 바르나 시스템에서 제외되어 자신들을 다섯 번째 바르나로 여기고 판차마라고 묘사하는 사람들을 포함했다. 1970년대에는 달리트 팬서스 활동가 그룹에 의해 채택되면서 그 사용이 활기를 띠었다.
사회 법학자 올리버 멘델손과 정치 경제학자 마리카 비차니는 1998년에 이 용어가 "강렬하게 정치적"이 되었다고 썼다. "...이 용어의 사용이 불가촉천민 정치의 현대적 얼굴에 대한 적절한 연대를 표현하는 것처럼 보일 수 있지만, 이를 일반적인 용어로 채택하는 데에는 여전히 주요한 문제들이 남아있다. 이 단어가 현재 상당히 널리 퍼져 있기는 하지만, B. R. 암베드카르라는 인물에게서 영감을 받은 정치적 급진주의 전통에 깊이 뿌리박혀 있다." 그들은 이 용어를 사용하는 것이 인도의 전체 불가촉천민 인구를 급진적인 정치에 의해 단합된 것으로 오인하게 할 위험이 있다고 덧붙였다. 아난드 텔툼데 또한 정치화된 정체성을 부인하는 경향을 감지했는데, 예를 들어 불교로 개종한 교육받은 중산층 사람들은 불교도이기 때문에 달리트가 될 수 없다고 주장한다. 이는 그들의 개선된 환경으로 인해 자신들이 비하받는 달리트 대중과 연관되지 않으려는 욕구가 생겼기 때문일 수 있다.
종교 및 아시아 연구 교수인 제임스 로흐테펠트는 2002년에 "[달리트]라는 용어의 채택과 대중화는 그들의 상황에 대한 인식이 높아지고, 법적 및 헌법적 권리를 요구하는 데 있어 더 큰 단호함을 반영한다"고 말했다.

### 기타 용어

#### 공식 용어
인도의 지정 카스트 전국 위원회는 달리트라는 용어의 공식적인 사용을 "위헌"으로 간주한다. 이는 현대 법률이 지정 카스트 및 지정 부족을 선호하기 때문이다. 그러나 일부 자료는 달리트가 지정 카스트라는 공식 용어보다 더 많은 공동체를 포괄하며 때로는 인도의 모든 억압받는 사람들을 지칭하는 데 사용된다고 말한다. 네팔에서도 비슷한 포괄적인 상황이 만연하다.
지정 카스트는 인도 지정 카스트 전국 위원회(NCSC)의 의견에 따르면 달리트의 공식 용어이다. NCSC는 현대 법률이 달리트를 언급하지 않으므로 공식 문서에서 이를 사용하는 것은 "위헌"이라는 법률 자문을 받았다. 2004년에 NCSC는 일부 주 정부가 문서에서 지정 카스트 대신 달리트를 사용하고 있음을 지적하고 이를 중단할 것을 요청했다.
일부 자료는 달리트가 공식적인 지정 카스트 정의보다 더 넓은 범위의 공동체를 포괄한다고 말한다. 여기에는 유목 부족과 인도 제국의 1935년 적극적 우대조치 노력에서 유래한 또 다른 공식 분류인 지정 부족이 포함될 수 있다. 또한 때때로 인도의 모든 억압받는 사람들을 지칭하는 데 사용되는데, 이는 네팔 사회에서 사용되는 맥락과 일치한다. 지정 카스트 범주의 한계의 예시는 인도 법률에 따르면 이러한 사람들은 불교, 힌두교 또는 시크교의 신봉자만 될 수 있다는 것이다. 그러나 달리트 기독교인과 이슬람교도라고 주장하는 공동체도 있으며, 부족 공동체는 종종 민속 종교를 실천한다.

#### 하리잔
하리잔, 또는 '신의 자녀'라는 용어는 바크티 전통의 구자라트 시인이자 성자인 나르신 메타가 카스트, 계급, 성별에 관계없이 크리슈나의 모든 신봉자를 지칭하기 위해 만들었다. 메타의 작품을 흠모했던 마하트마 간디는 1933년 달리트를 지칭하는 맥락에서 이 단어를 처음 사용했다. 암베드카르는 이 용어가 달리트를 무슬림처럼 독립적인 공동체가 아닌 더 큰 힌두 국가와 관련시키는 것이라고 생각하여 이 이름을 싫어했다. 게다가 많은 달리트들은 이 용어를 오만하고 경멸적이라고 생각했으며, 일부는 이 용어가 실제로 데바다시의 자녀를 지칭한다고 주장하기도 했다. 인도 독립 후 불가촉천민이 불법화되자, 이전 불가촉천민을 묘사하는 하리잔이라는 단어는 달리트 자체 내에서보다 다른 카스트들 사이에서 더 흔하게 사용되었다.

#### 지역 용어
남인도에서는 달리트가 때때로 아디 드라비다, 아디 카르나타카, 아디 안드라로 알려져 있는데, 이는 각각 첫 번째 드라비다인, 칸나다인, 안드라인을 의미한다. 이 용어들은 1917년 남부 달리트 지도자들이 스스로를 인도의 토착민이라고 믿으면서 처음 사용되었다. 이 용어들은 타밀나두주, 카르나타카주, 안드라프라데시주/텔랑가나주에서 달리트 카스트 출신이라면 누구에게나 일반적인 용어로 사용된다.
마하라슈트라주에서 역사학자이자 여성 연구 학자인 샤일라자 파이크에 따르면, 달리트는 암베드카르가 태어난 마하르 카스트 구성원들이 주로 사용하는 용어이다. 대부분의 다른 공동체는 자신들의 카스트 이름을 사용하는 것을 선호한다.
네팔에서는 하리잔과 가장 일반적으로 달리트 외에도 하리스(무슬림 사이에서), 아추트, 아웃카스트, 니치 자티와 같은 용어가 사용된다.

## 역사
고팔 바바 왈랑카르(1840년경–1900년)는 달리트 운동의 선구자로 여겨지며, 차별 없는 사회를 추구했다. 또 다른 선구자는 하리찬드 타쿠르(1812년경–1878년)였는데, 그는 벵골 관구의 찬달라 공동체를 포함하는 마투아 마하상하 조직을 이끌었다. 암베드카르 자신은 왈랑카르를 선구자로 믿었다. 달리트의 상황 개선을 위해 노력한 또 다른 초기 사회 개혁가는 조티라오 풀레(1827년–1890년)였다.
현재의 시스템은 1932년 암베드카르와 마하트마 간디 사이의 푸나 협정에서 비롯되었다. 당시 암베드카르는 간디가 이와 비슷한 조치를 수용하는 대가로 달리트가 카스트 힌두교도와 분리된 선거구를 가져야 한다는 자신의 요구를 양보했다. 분리 선거구의 개념은 인도 제국 당국의 공동체상에서 제안되었고, 협정의 결과인 1935년 인도 정부법은 Depressed Classes라는 용어를 대체하여 지정 카스트라는 새로운 용어를 도입하고 입법부에 이들을 위한 의석을 할당했다.
1947년 인도 독립 직후, 인도는 달리트의 정치적 대표성 및 공공 부문 일자리와 교육 기회를 강화하기 위한 예약 제도를 도입했다. 1950년 인도 헌법에는 달리트의 사회경제적 조건을 개선하기 위한 조치가 포함되었다. 불가촉천민 금지 외에도 이러한 조치에는 달리트를 지정 카스트로 분류하는 적극적 우대조치 수단인 예약 제도가 포함되었다. 이러한 집단으로 분류된 공동체는 국가 및 주 입법부, 그리고 정부 일자리 및 교육 기관에서 일정 비율의 의석을 보장받았다.
1995년까지 인도 연방 정부 일자리 중 달리트가 차지하는 비율은 1급 직위의 10.1%, 2급 직위의 12.7%, 3급 직위의 16.2%, 4급 직위의 27.2%였다. 정부 기관 및 정부 통제 기업의 가장 고위직 중에서는 불과 1%만이 달리트가 차지했으며, 이는 40년간 큰 변화가 없었다. 21세기에 달리트들은 인도의 최고 사법 및 정치 직책에 선출되었다. 1997년에 인도는 첫 달리트 대통령인 코체릴 라만 나라야난을 선출했다. 많은 사회 단체들이 교육, 건강 관리 및 고용을 통해 달리트의 더 나은 조건을 촉진했다. 그럼에도 불구하고, 인도의 헌법에 의해 카스트 기반 차별이 금지되고 불가촉천민이 폐지되었지만, 그러한 관행은 여전히 널리 퍼져 있다. 이러한 집단에 대한 괴롭힘, 폭행, 차별 및 유사한 행위를 방지하기 위해 인도 정부는 1995년 3월 31일에 잔학 행위 방지법, 즉 SC/ST 법을 제정했다.
봄베이 고등법원의 명령에 따라, 인도 정부의 정보방송부는 2018년 9월에 모든 언론 채널에 "달리트"라는 단어 대신 "지정 카스트"를 사용할 것을 권고하는 자문을 발표했다.

## 인구 통계

2011년 인도 인구 조사에 따른 인도 내 지정 카스트의 주 및 연방 직할지별 분포. 펀자브는 전체 인구 중 SC 비율이 가장 높았으며(약 32%), 인도의 섬 영토와 두 북동부 주는 거의 0%였다.

지정 카스트 공동체는 인도 전역에 존재하며, 2011년 인도 인구 조사에 따르면 2011년 기준으로 국가 인구의 16.6%를 차지했다. 우타르프라데시주(21%), 서벵골주(11%), 비하르주(8%), 타밀나두주(7%)가 함께 전국의 총 지정 카스트 인구의 거의 절반을 차지했다. 이들은 펀자브에서 주 인구의 약 32%로 가장 높은 비율을 차지했으며, 미조람주는 거의 0%로 가장 낮았다.
유사한 집단이 인도 아대륙 전역에 걸쳐 발견된다. 파키스탄 인구의 2% 미만이 힌두교도이며 이들 힌두교도의 70-75%가 달리트이다. 네팔에서는, 방글라데시에는 2010년 500만 명의 달리트가 있었으며 대다수가 토지 없는 만성 빈곤 상태였다. 그리고 스리랑카도 마찬가지이다. 이들은 또한 미국, 영국, 싱가포르, 카리브해 등 여러 국가에 퍼져 있는 인도 디아스포라의 일부로도 발견된다. 도시 지역 및 공공 영역에서는 달리트에 대한 차별이 감소했지만, 시골 지역 및 사적인 영역에서는 식당, 학교, 사원, 수원지 접근 등 일상적인 문제에서 여전히 존재한다. 일부 달리트들은 도시 인도 사회에 성공적으로 통합되었으며, 그곳에서는 카스트 출신이 덜 분명하다. 그러나 시골 인도에서는 카스트 출신이 더 쉽게 드러나며 달리트는 종종 지역 종교 생활에서 계속 배제되지만, 일부 질적 증거는 배제가 줄어들고 있음을 시사한다.
인도에는 2억 명 이상의 달리트가 살고 있다. 달리트 인권 국가 운동의 달리트 활동가인 폴 디와카르에 따르면, "인도에는 60만 개의 마을이 있으며 거의 모든 마을 외곽에는 달리트들을 위한 작은 주거지가 있다."

## 사회경제적 지위 및 차별
달리트에 대한 차별은 남아시아 전역과 남아시아 디아스포라 사이에서 관찰되어 왔다. 2001년 인도의 달리트 인구의 삶의 질은 건강 관리 접근성, 기대 수명, 교육 달성 가능성, 식수 및 주거 접근성 등 여러 지표에서 인도 전체 인구보다 더 나빴다. 2007년 휴먼 라이츠 워치(HRW) 보고서에 따르면, 달리트에 대한 대우는 "숨겨진 아파르트헤이트"와 같았으며, 그들은 "주거, 학교, 공공 서비스 접근에서 분리"를 겪었다고 한다. HRW는 당시 인도 총리였던 만모한 싱이 아파르트헤이트 시스템과 불가촉천민 사이에 유사점을 보았다고 언급했다. 엘리너 젤리옷 또한 싱의 2006년 발언을 언급하며, 분명한 유사점에도 불구하고 인종적 편견과 달리트의 상황은 "다른 근거를 가지고 있으며 아마도 다른 해결책을 가질 것"이라고 말한다. 인도 헌법이 불가촉천민을 폐지했지만, 달리트의 억압된 지위는 여전히 현실이다. 2010년 클라우스 클로스터마이어는 시골 인도에서 "그들은 여전히 외딴 지역에 살고 가장 더러운 일을 하며, 마을 우물이나 다른 공동 시설을 사용하는 것이 허용되지 않는다"고 말했다. 같은 해 젤리옷은 "지난 60년 동안 많은 발전에도 불구하고, 달리트는 여전히 사회경제적으로 사회의 최하층에 있다"고 언급했다.
2014년 NCAER/메릴랜드 대학교 조사에 따르면 인도 인구의 27%가 여전히 불가촉천민 관행을 행하고 있다. 이 수치는 질문을 받았을 때 많은 사람들이 그렇게 하는 것을 인정하지 않기 때문에 더 높을 수 있지만, 설문 조사 방법론도 수치를 과장할 수 있다는 비판을 받았다. 인도 전역에서 불가촉천민 관행은 브라만의 52%, 기타 후진 계층의 33%, 비브라만 전방 카스트의 24%에서 행해졌다. 불가촉천민 관행은 소수 종교인들 사이에서도 행해졌는데, 시크교도의 23%, 무슬림의 18%, 기독교인의 5%였다. 주별 데이터에 따르면 불가촉천민 관행은 마디아프라데시주(53%)에서 가장 흔하게 행해졌으며, 그 다음으로 히마찰프라데시주(50%), 차티스가르(48%), 라자스탄주와 비하르주(47%), 우타르프라데시주(43%), 우타라칸드주(40%) 순이었다.
분리의 예로는 가트와니의 마디아프라데시주 마을이 있는데, 그곳의 빌랄라 부족 인구는 달리트 마을 주민들이 물을 길러 공공 지하수정을 사용하는 것을 허용하지 않아 더러운 물을 마실 수밖에 없었다. 뉴델리와 벵갈루루 주변의 대도시 지역에서 달리트와 무슬림은 주택을 임대할 때 상위 카스트 집주인들로부터 차별을 받는다.
1855년, 달리트 지도자 사비트리바이 풀레의 14세 학생인 무트카 살베는 바지 라오 2세의 마라타 제국 통치 기간 동안 달리트 카스트는 큰 건물을 짓기 위해 땅에서 쫓겨났다고 썼다. 그들은 또한 붉은 납이 섞인 기름을 마시도록 강요당하여 사망했으며, 그 후 건물 기초에 묻혀 여러 세대의 달리트가 전멸했다고 한다. 바지 라오의 통치 하에서, 달리트가 체육관 앞을 지나가면 그의 목을 베어 검을 방망이로, 머리를 공으로 사용하여 "방망이와 공" 게임을 했다고 한다. 이 17세기 왕들 아래에서는 불가촉천민에 대한 인신공양이 드문 일이 아니었다. 그들은 또한 그들이 불가촉천민으로 남도록 복잡한 규칙과 운영을 만들었다.
조지 쿠나트는 달리트 카스트들 사이에 "내부 계층 구조가 존재하며 존재해 왔다"고 주장한다. 쿠나트에 따르면, 두사드는 달리트 집단 내에서 가장 높은 것으로 간주되며 무사하르는 가장 낮은 것으로 간주된다.:38

### 교육
디 인디거번스 리서치 인스티튜트(The IndiaGoverns Research Institute)의 분석에 따르면, 2012-14년 기간 동안 카르나타카에서 달리트들은 초등학교 중퇴자의 거의 절반을 차지했다. 2014년 액션에이드의 자금 지원을 받아 달리트 아디카르 아비얀이 실시한 표본 조사에 따르면, 마디아프라데시주의 주립 학교 중 88%가 달리트 아동을 차별했다. 조사 대상 학교의 79%에서 달리트 아동은 중식을 만지는 것이 금지되었다. 35%의 학교에서는 점심 식사 시 따로 앉아야 했고, 28%에서는 특별히 표시된 접시로 식사해야 했다.
인도 내 여러 교육기관에서 SC 및 ST 교사와 교수들이 당국, 상위 카스트 동료, 상위 카스트 학생들로부터 차별과 괴롭힘을 당했다는 사건 및 주장이 제기되었다. 일부 경우, 예를 들어 구자라트에서는 주 정부가 차별적이기보다, 해당 분류에서 적합한 자격을 갖춘 지원자가 없었기 때문에 교육 직책 지원이 거부되었다고 주장했다.

### 빈곤
2014년 소수자부 보고서에 따르면, 2011~12년 기준 인도 농촌 지역의 지정 카스트(SC) 인구 중 33.8%가 빈곤선 이하로 생활하고 있었다. 도시 지역에서는 SC 인구의 21.8%가 빈곤선 이하였다. 2012년 망갈로르 대학교의 카르나타카주 조사에 따르면, 주 내 달리트 가족의 93%가 빈곤선 이하로 살고 있는 것으로 나타났다.
일부 달리트들은 부유해졌지만, 대부분은 여전히 가난하다. 찬드라 반 프라사드와 같은 일부 달리트 지식인들은 1991년부터 경제 시스템이 자유화되면서 많은 달리트들의 생활 수준이 향상되었다고 주장하며, 이를 대규모 조사를 통해 뒷받침했다. 2011년 사회경제 및 카스트 인구 조사에 따르면, 인도 농촌 가구 중 아디바시 가구의 거의 79%, 달리트 가구의 73%가 가장 빈곤한 상태였다. SC 가구의 45%가 토지 없이 수작업으로 생계를 유지하는 반면, 아디바시는 30%였다.

### 직업
과거에는 그들이 너무나 불결하여 상위 카스트 힌두교도들은 그들의 존재를 오염시키는 것으로 간주했다. "불결한 지위"는 피혁 작업, 죽은 동물 처리, 수동 스캐빈징, 또는 위생 작업과 같이 카스트 힌두교도들이 "오염시키는" 또는 비천한 것으로 간주했던 그들의 역사적인 세습 직업과 관련이 있었다. 인도 대부분 지역에서는 이는 화장실에서 배설물을 수거하고 처리하는 것을 의미한다.
태생과 가난으로 인해 강요된 환경에서 인도 달리트들은 계속해서 위생 노동자로 일하고 있다: 수동 스캐빈저, 하수구 및 하수관 청소부, 쓰레기 수거원, 도로 청소부 등.:4 2019년 현재, 600만 달리트 가구 중 40~60%가 위생 업무에 종사하는 것으로 추정된다.:5 위생 업무를 수행하는 가장 흔한 달리트 카스트는 발미키(Balmiki라고도 함) 카스트이다.:3

### 건강 관리 및 영양
달리트에 대한 차별은 건강 관리 및 영양 접근성에서도 존재한다. 2014년 액션에이드의 자금 지원을 받아 마디아프라데시주에서 여러 달 동안 실시된 달리트 표본 조사에 따르면, 달리트 정착촌의 65%는 보건 현장 직원의 방문을 받지 못했다. 달리트의 47%는 배급 상점 출입이 허용되지 않았고, 64%는 비달리트보다 적은 곡물을 받았다. 하리아나주에서는 2015년에 5세 미만 달리트 아동의 49%가 저체중 및 영양실조였고, 6-59개월 연령대의 80%가 빈혈이었다.

### 범죄
달리트는 인도 수감자 중 약간 불균형한 수를 차지한다. 달리트(SC 및 ST 모두 포함)는 인도 인구의 25%를 차지하는 반면, 수감자의 33.2%를 차지한다. 인도 사형수 중 약 24.5%는 지정 카스트 및 지정 부족 출신으로, 이는 그들의 인구 비율에 비례한다. 이 비율은 마하라슈트라주(50%), 카르나타카주(36.4%), 마디아프라데시주(36%)에서 가장 높다. 달리트들은 허위 명목으로 체포되었다. 휴먼 라이츠 워치에 따르면, 달리트 인권 운동가들에 대한 정치적 동기의 체포가 발생하며, 체포된 사람들은 기소 없이 6개월 동안 구금될 수 있다.
달리트와 비달리트 사이의 카스트 관련 폭력은 상위 카스트 구성원들의 지속적인 편견에서 비롯된다. 토지 할당 분쟁에서 발생한 바가나 강간 사건은 달리트 소녀와 여성에 대한 잔학 행위의 예이다. 2015년 8월, 마을 상위 카스트의 지속적인 차별 혐의로 인해 약 100명의 달리트 주민들이 잔타르 만타르, 뉴델리에서 열린 의식에서 이슬람으로 개종했다. 카스트간 결혼이 해결책으로 제안되었지만, 뉴델리에 본부를 둔 국립 응용 경제 연구 위원회(NCAER)와 메릴랜드 대학교가 42,000가구를 대상으로 실시한 2014년 조사에 따르면, 인도 결혼의 5%만이 카스트 경계를 넘는 것으로 추정되었다.
인도 국가범죄기록국의 최신 자료는 2000년도 것이다. 그 해 달리트에 대한 총 25,455건의 범죄가 발생했다. 매시간 2명의 달리트가 폭행당하고, 매일 3명의 달리트 여성이 강간당하고, 2명의 달리트가 살해당했으며, 2채의 달리트 가옥이 불에 탔다. 국제앰네스티는 2001년에 발표된 연구에 따르면, 달리트 여성에 대한 성폭행 건수가 많았으며, 이는 종종 집주인, 상위 카스트 마을 주민, 경찰관에 의해 저질러졌다. 연구에 따르면, 폭행의 약 5%만이 기록되며, 경찰은 강간 보고서의 최소 30%를 허위로 일축한다. 연구는 또한 경찰이 종종 뇌물을 요구하고, 증인을 위협하며, 증거를 은폐한다는 것을 발견했다. 강간 피해자들도 살해당했다. 일부 마을에서는 달리트들이 상위 카스트 구성원들에 의해 인분을 먹고 오줌을 마시도록 강요당했다는 보고도 있다. 2015년 9월, 45세의 달리트 여성이 마디아프라데시주에서 가해자들에 의해 나체로 벗겨지고 오줌을 마시도록 강요당했다고 주장되었다. 인도 일부 마을에서는 결혼식에서 말을 타는 달리트 신랑이 상위 카스트 사람들에게 구타당하고 배척당했다는 주장이 제기되었다. 2015년 8월, 상위 카스트 사람들이 타밀나두의 한 마을에서 달리트들이 사원 마차 행진을 감히 진행했다는 이유로 달리트 가족의 집과 차량을 불태우고 가축을 도살했다. 2015년 8월, 자트 캅 판차야트가 같은 마을의 결혼한 자트 소녀와 사랑의 도피를 한 형제 때문에 두 달리트 자매의 강간을 명령했다고 주장되었다. 2003년 비하르의 상위 카스트 무슬림들은 하위 카스트 무슬림들이 같은 묘지에 묻히는 것을 반대했다. 2020년 브라만을 비판하는 소셜 미디어 게시물로 달리트 활동가가 살해당했다. 2019년 달리트는 상위 카스트 남성들 앞에서 식사했다는 이유로 살해당했다.

### 잔학 행위 방지법
인도 정부는 SC 및 ST에 영향을 미치는 카스트 관련 폭력 문제를 해결하기 위해 여러 차례 특별 입법을 시도했다. 불가촉천민에 대한 헌법적 폐지 외에도 1955년의 불가촉천민(범죄)법이 있었고, 같은 해에 수정되어 시민권 보호법이 되었다. 이 두 법 모두 효과적이지 않다고 판단되어 1989년의 지정 카스트 및 지정 부족(잔학 행위 방지)법(POA)이 발효되었다.
POA는 SC 및 ST에 대한 특정 범죄를 "잔학 행위"로 지정했으며, 이는 "충격적으로 잔인하고 비인간적인 특성"을 가진 범죄 행위로 기존 형법이 아닌 POA 조건에 따라 기소되어야 한다. 이에 상응하는 처벌을 규정했다. 그 목적은 유독 물질 강제 섭취와 같은 굴욕을 포함하여 달리트에 대한 폭력을 억제하고 처벌하는 것이었다. 다른 잔학 행위에는 강제 노동, 물 및 기타 공공 시설 접근 거부, 성적 학대 등이 포함되었다. 이 법은 POA 사건만 심리하는 특별 법원을 허용했다. 이 법은 카스트 폭력 수준이 높은 주(즉, "잔학 행위 발생 가능성이 높은" 주)에 자격 있는 공무원을 임명하여 법과 질서를 감시하고 유지하도록 요청했다.
2015년 인도 의회는 경찰이 피해자라고 주장하는 사람들에게 절차적 장애물을 설치하거나 피고인과 노골적으로 공모하는 경우를 포함하여 POA 시행과 관련된 문제를 해결하기 위해 지정 카스트 및 지정 부족(잔학 행위 방지) 개정법을 통과시켰다. 이러한 해결책 중 하나는 사건 처리 속도를 개선하기 위해 주에서 POA가 명시한 전용 특별 법원을 의무적으로 설립하도록 하는 것이었다. 그러나 2017년 4월 보고된 바에 따르면, 이러한 진행은 인상적이지 않았다. NCSC의 전 의장이었던 P. L. 푸니아는 계류 중인 사건 수가 많은데, 이는 현존하는 대부분의 특별 법원이 전용이 아니라 일부 비-POA 사건을 처리하는 데 사용되고 있기 때문이며, "특별 검사들은 신경 쓰지 않고 이 법에 따라 제기된 사건들은 피해자들만큼이나 방치되어 있다"고 말했다. 달리트 권리 단체들은 개정된 법률이 상황을 개선할 것이라고 조심스럽게 낙관했지만, 법률 전문가들은 비관적이었다.

## 종교
차별은 인도의 법률에 의해 1938년 시민권 박탈법(법률 21호), 1939년 사원 출입 허가 및 면책법(법률 XXII호), 그리고 불가촉천민을 불법화한 헌법 제17조에 따라 불법이다. 1947년 인도 독립 후, "복합 문화"에 기반한 세속적 민족주의는 모든 사람을 동등한 시민으로 만들었다.

### 힌두교
인도의 달리트 대부분은 힌두교도이다. 달리트들이 상위 카스트 힌두교도들에 의해 사원 출입이 제한되었다는 사건들이 있었다. 그리고 종교 행렬에 참여하는 것이 제한되었다.

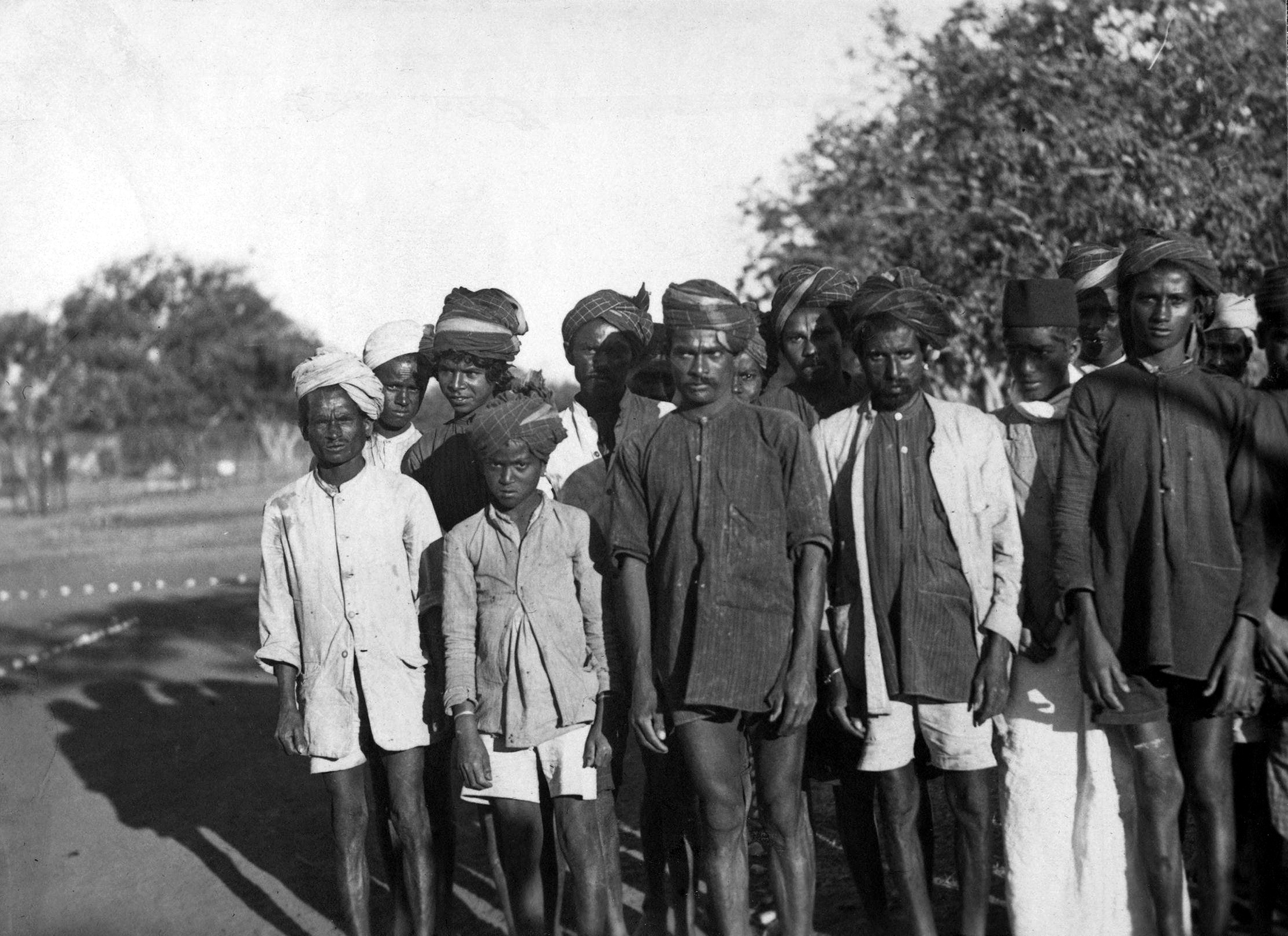
오톨린 모렐 부인이 그린 벵갈루루 근처 불가촉천민 학교.

19세기, 브라마 사마지, 아리아 사마지, 라마크리슈나 미션은 달리트의 권리를 위해 적극적으로 참여했다. 달리트들이 예배할 장소는 있었지만, 달리트를 공개적으로 환영한 최초의 상위 카스트 사원은 1928년 와르다의 락시미나라얀 사원이었다. 이어서 치티라 티루날 발라마 바르마가 1936년 인도 케랄라주에서 발령한 사원 출입 선언이 뒤따랐다.
1930년대, 간디와 암베드카르는 바르나 시스템의 존속 여부에 대해 의견이 달랐다. 암베드카르는 바르나 시스템이 파괴되어야 한다고 주장한 반면, 간디는 힌두 경전을 재해석하여 불가촉천민을 수드라 바르나에 흡수시킴으로써 수정될 수 있다고 생각했다. 이러한 의견 불일치가 푸나 협정으로 이어졌다. 간디는 달리트들을 돕기 위해 하리잔 야트라를 시작했지만, 힌두교와의 완전한 단절을 원했던 달리트들의 일부 반대에 부딪혔다.
1936년에서 1947년 사이에 케랄라의 군주국들이 사원을 모든 힌두교도에게 개방한다고 선언한 것은 그곳에서 불가촉천민을 종식시키는 데 큰 도움이 되었다. 그러나 케랄라에서 달리트의 교육 기회는 여전히 제한적이다.
다른 힌두 단체들은 달리트 공동체와 화해하려 노력했다. 힌두 사원들은 달리트 사제들을 점점 더 수용하고 있는데, 이 기능은 이전에 브라만들에게만 허용되었다. 수브라마니아 바라티와 같은 브라만들은 브라만 신분을 달리트에게 넘겼고, 시바지의 마라타 제국에서는 달리트 전사들이 그의 군대에 합류했다. 그러나 19세기 영국 봄베이의 마하르 연대의 달리트들은 억압적인 페슈와 통치를 물리쳤다.
달리트의 사원 출입권을 위한 투쟁은 계속해서 논란을 야기하고 있다. 2015년 메루트에서 발생한 사건에서 발미키 카스트에 속하는 한 달리트가 힌두 사원 출입을 거부당했고, 그는 결국 이슬람교로 개종했다. 2015년 9월, 4명의 달리트 여성은 카르나타카의 한 사원에 들어갔다는 이유로 상위 카스트 힌두교도들에 의해 벌금을 부과받았다.
네팔의 달리트들이 힌두 사원 출입을 거부당했다는 주장이 있었다. 적어도 한 사례에서는 달리트들이 지역 사원에 들어가려다가 상위 카스트 사람들에게 구타당했다고 보도되었다.

### 불교
1956년, 달리트 법률가 빔라오 람지 암베드카르 (1891–1956)는 달리트 불교 부흥운동을 시작하여, 많은 달리트들을 힌두교에서 불교로 대규모 개종시켰다. 암베드카르의 불교는 사회 및 정치 참여에 초점을 맞춘 새로운 종류의 불교이다. 약 50만 명의 달리트가 암베드카르와 함께 힌두교를 거부하고 카스트 제도에 도전했다. 이 운동은 마하라슈트라주를 중심으로 진행되었으며, 2011년 인구 조사에 따르면 마하라슈트라에는 650만 명의 마라티 불교도 (주로 달리트 불교도)가 있었다.
또 다른 달리트 불교 지도자이자 개혁가인 판디트 이오티 타스는 타밀나두주의 샤캬 불교 협회를 설립했다. 1990년 지정 카스트 명령(개정) 법은 달리트 불교도에게 예약제를 부여하고 그들의 지정 카스트 지위를 인정했다.

### 시크교
구루 나나크는 구루 그란트 사히브에서 모든 사람이 서로를 동등하게 대해야 한다고 촉구한다. 그 이후의 시크 구루들은 모두 카트리 카스트 출신이었으며, 카스트 제도의 계층 구조를 비난했다. 그럼에도 불구하고, 시크 공동체에는 사회적 계층화가 존재한다. 펀자브 시크교도의 대부분은 자트 카스트에 속한다. 주에는 마자비와 람다시아라고 불리는 두 개의 달리트 시크 카스트도 있다.
수린더 S. 조드카는 실제로 지주 지배 카스트에 속하는 시크교도들이 달리트 카스트에 대한 모든 편견을 버리지 않았다고 말한다. 달리트들은 마을 구르드와라에 입장할 수 있지만 랑가르(공동 식사)를 요리하거나 제공하는 것은 허용되지 않을 것이다. 따라서 펀자브의 시크 달리트들은 자원을 동원할 수 있는 곳마다 자신들의 구르드와라와 다른 지역 수준의 기관을 건설하여 일정 수준의 문화적 자율성을 얻으려 노력했다. 1953년, 시크교 지도자 타라 싱은 개종한 불가촉천민 시크교 카스트를 지정 카스트 목록에 포함시키라는 정부의 요구를 얻어내는 데 성공했다. 시로마니 구르드와라 프라반다크 위원회(SGPC)에서 140석 중 20석은 하위 카스트 시크교도를 위해 할당되어 있다.
시크교 여성은 "카우르", 남성은 "싱"이라는 성을 사용하도록 요구되어 카스트 정체성과 차별을 없애려 한다.
2003년 탈한 마을의 구르드와라는 자트 시크와 차마르 사이에 심한 분쟁을 겪었다. 차마르들은 대규모로 몰려나와 샤히드 바바 니할 싱에게 헌정된 사당의 운영 위원회에 지분을 주는 것을 거부한 란다와 및 바인스 자트 시크 지주들과 맞섰다. 이 사당은 300만~700만 크로르 인도 루피를 벌었으며, 자트 시크 지주는 "상당한 금액의 헌금을 가로챘다"고 알려져 있다. 달리트가 탈한 인구 5천 명 중 60% 이상을 차지하지만, 지역 전통은 그들이 위원회에 참여하는 것을 막았다. 지주들은 급진 시크 단체 및 SGPC와 결탁하여 사당을 하룻밤 사이에 허물고 그 자리에 구르드와라를 건설함으로써 달리트들을 배제하려 했지만, 달리트들의 운영 위원회 참여 요구는 끝나지 않았다.
차마르는 지주들과 펀자브 경찰을 포함한 그들의 동맹국들과 4년간의 법정 싸움을 벌였다. 그 기간 동안 자트들은 차마르들을 상대로 여러 차례 보이콧을 실시했다. 자트 시크교도들과 그들의 동맹국들은 그들의 집에 대한 전력 공급을 끊었다. 또한, 다양한 싸움과 충돌로 인해 라티와 돌, 벽돌, 소다병 등 손에 잡히는 모든 것을 무기로 삼은 차마르 젊은이들이 자트 시크 지주들, 젊은이들, 펀자브 경찰과 싸웠다. 달리트 젊은이들은 자트의 슬로건인 Putt Jattan De에 대한 보복으로 자신들의 집과 오토바이에 Putt Chamar De (차마르의 자랑스러운 아들들)라는 슬로건을 그렸다.

### 자이나교
역사적으로 자이나교는 인도 전역의 많은 공동체에서 수행되었다. 이들은 종종 보수적이며 일반적으로 상위 카스트로 간주된다.
1958년, 스타나크바시 자이나교도인 무니 사미르 무니는 우다이푸르 지역의 카틱 공동체 구성원들과 접촉하여 자이나교를 채택하기로 결정했다. 치토르가르에서 약 4마일 떨어진 그들의 중심지인 아힘사 나가르는 1966년 모한랄 수카디아에 의해 개장되었다. 사미르 무니는 그들을 비르왈이라고 불렀는데, 이는 마하비라에 속한다는 의미이다. 2005년 자로르 지구 아호르 마을에서 22세의 찬다람 메그왈이라는 청년이 자이나교 승려로 출가했다. 2010년에는 마하르 출신 엔지니어 비샬 다모다르가 사메트 시카르에서 아차리아 나바라트나 사가르 수리지에 의해 자이나교 승려로 출가했다. 사두마르기 자이나 쉬라바크 상가(Sadhumargi Jain Shravak Sangha)의 여덟 번째 아차리아인 아차리아 나네시는 1963년 라틀람 근처에서 발라이 공동체 사이에서 설교했다. 그의 추종자들은 다르마팔이라고 불린다. 1984년 조드푸르의 일부 방기는 아차리아 쉬리 툴시의 영향을 받아 자이나교를 채택했다.

### 기독교
기독교 달리트는 인도, 파키스탄, 방글라데시, 네팔에서 발견된다.
하위 카스트 힌두교도들의 대규모 기독교 개종은 차별을 피하기 위해 이루어졌다. 이러한 개종에 참여한 주요 달리트 집단은 펀자브의 추라족, 북인도(우타르프라데시주, 비하르주, 마디아프라데시주)의 차마르족, 구자라트의 반카르족, 케랄라의 풀라야족이었다.
예수회 마두라 선교회에 의해 처음으로 기독교로 개종된 사람들은 나다르, 마라바르, 팔라르 출신이었다.
그들은 "기독교가 진정한 종교이며, 압제자들로부터 보호받고 가능하다면 물질적 도움을 받고자 하는 열망, 자녀 교육에 대한 열망, 그리고 기독교인이 된 사람들이 개선되었다는 지식"을 믿었다.
기독교는 평등주의적이며 카스트에서 벗어날 수 있는 이동성을 제공할 수 있다고 여겨졌다. 때로는 종교적 정체성만 변화하는 경우도 있었다. 개종 후에도 어떤 경우에는 달리트들이 이전 전통의 "남아있는 잔재"인 카스트 차별 관행 때문에 차별을 받았다. 이는 그들이 살았던 주로 힌두 사회 때문으로 알려져 있다. 달리트 기독교인에 대한 차별은 카스트 간의 상호 작용과 태도에서도 남아 있었다. 예를 들어, 초기에는 '하위 카스트 기독교인'이 시리아 기독교인과 이야기할 때 입을 가려야 했다.
많은 경우 그들은 여전히 힌두 카스트 이름으로 불렸다: 예를 들어 케랄라의 풀라얀, 타밀나두의 파리아, 안드라프라데시의 마디가 등 모든 종교 배경의 구성원들이 사용했다.
개종 후에도 어느 정도의 분리, 제한, 계층, 그리고 등급화된 의례적 순수성이 남아 있었다. 자료에 따르면 농촌 지역에 거주하는 사람들 사이에서 더 많은 차별과 적은 계층 이동성이 존재하며, 모든 종교 배경을 가진 사람들 사이에서 카스트 차별 사건이 더 많다.
많은 경우, 교회는 달리트들을 '새로운 기독교인'이라고 불렀다. 이것은 달리트 기독교인들이 다른 기독교인들에 의해 경멸받게 분류되는 경멸적인 용어라고 주장된다. 초기 기독교 시대에는 남인도의 일부 교회에서 달리트들은 좌석이 분리되어 있거나 미사에 외부에서 참석해야 했다. 달리트 기독교인들은 또한 일부 지역에서 성직자들 사이에서 심각하게 과소 대표되고 있다고 한다.
달리트들이 가지고 있던 카스트 기반 직업 또한 분명한 분리를 보여주며, 이는 기독교인이 된 후에도 지속되었다. 북서 인도 달리트 기독교인들 사이에서 직업 패턴(수동 청소 포함)은 달리트 힌두교도들의 그것과 상당히 유사하다고 한다. 달리트 기독교인에 대한 직업 차별은 고용뿐만 아니라 일부 경우에는 깨끗한 위생 및 물에 대한 제한까지 확대된다.

### 이슬람교
인도의 1억 4천만 무슬림 중 대부분은 현지 개종자들의 후손이다. 그들 중 다수는 힌두 상위 카스트의 억압을 피하기 위해 이슬람으로 개종했다. 현재 인도 무슬림 인구의 75%가 달리트이다.

## 정치적 참여

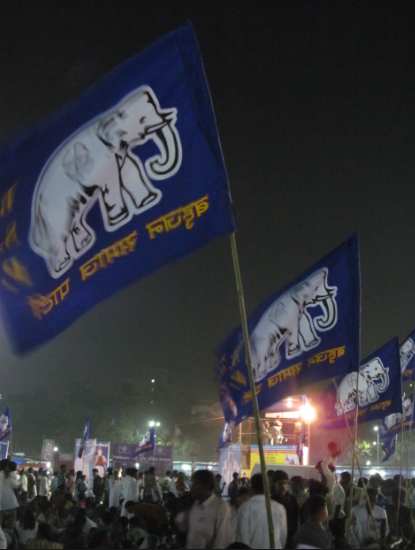
바우자 사마지 당(BSP)은 인도의 달리트 정당이다.

달리트 주도 정당은 다음과 같다:

### 인도 내 국가 달리트 주도 정당

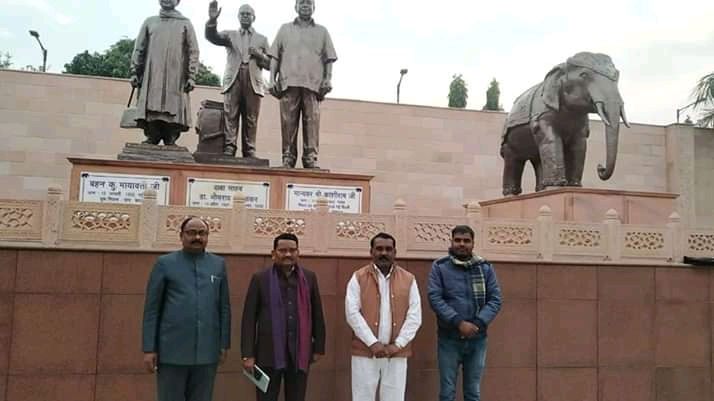
바우자 사마지 당 본부의 달리트 지도자들

- 바우자 사마지, 인도 선거 위원회에 따른 전국 정당[176]
- 아자드 사마지 당
- 달리트 연맹

### 기타 공인된 주 정당
- 아자드 사마지 당
- 프라카시 야시완트 암베드카르가 이끄는 반치트 바후잔 아가디
- 인도 공화당 분파,[177] 마하라슈트라에서 활동
- 비두탈라이 치루타이가르 카치는 타밀나두주의 주요 달리트 정당이다[178][179][180][181]
- 로크 잔샤크티 당, 비하르주

### 네팔 달리트 주도 정당
- 바우잔 샤크티 당, 네팔[182]
- 달리트 자나자티 당, 네팔[183]

### 파키스탄 달리트 주도 정당
- 달리트 수자그 테흐리크, 파키스탄

### 기타 달리트 단체
란비르 세나와 같은 극단주의 민병대와 같은 단체에는 달리트에 대한 반감이 존재하며, 이들은 주로 비하르주의 상위 카스트 지주들이 운영한다. 이들은 달리트의 동등한 대우에 반대하며 폭력을 사용하기도 한다. 란비르 세나는 인도 정부에 의해 테러 조직으로 간주된다. 2015년 코브라포스트는 찬드라 셰카르 전 총리와 함께 C. P. 타쿠르와 같은 많은 지도자들이 비하르주 달리트 학살에서 란비르 세나와 연관되어 있음을 폭로했으며, 니티시 쿠마르(BJP의 압력으로), 랄루 프라사드 야다브, 라브리 데비 정부는 달리트를 위한 정의를 위해 아무것도 하지 않았다.
힌두트바(힌두 민족주의)가 인도 정치에서 부상하면서 달리트의 종교 개종이 신앙보다는 교육이나 직업과 같은 유인책 때문이라는 주장이 제기되었다. 비평가들은 개종을 금지하고 개종자들에 대한 사회적 구제를 제한하는 법률이 경제적 성공을 방해한다고 주장한다. 그러나 달리트 정치인인 방가루 락스만은 힌두트바 운동의 저명한 구성원이었다.
또 다른 정치적 쟁점은 정부 일자리와 대학 입학에서 달리트 우대 할당제이다. 국회와 주 의회 의석의 약 8%는 지정 카스트 및 부족 후보를 위해 할당되어 있다.
자그지반 람(1908–1986)은 비하르주에서 국가적 수준으로 부상한 최초의 지정 카스트 지도자였다. 그는 인도의 헌법 초안을 작성한 제헌의회의 의원이었다. 람은 1946년의 임시 국가 정부에서도 근무했다. 그는 인도 국민회의 총리인 자와할랄 네루, 랄 바하두르 샤스트리, 인디라 간디 내각에서 일했다. 정부에서의 마지막 직책은 1977년–1979년 자나타 당 정부의 인도 부총리였다.
현대에 여러 인도 인민당 지도자들은 달리트였다. 디나나트 바스카르, 람찬드라 베에라파, 수라지 반이 그 예이다.
인도의 가장 인구 밀집도가 높은 주, 우타르프라데시주에서 달리트는 주요한 정치적 영향력을 행사했다. 달리트 주도 바우자 사마지 당(BSP)은 이전에 정부를 운영했으며, 이 당의 지도자 마야와티는 여러 차례 주 장관을 역임했다. 2007년 그녀의 당선과 관련하여 일부 보고서들은 그녀의 승리가 무슬림의 17%와 브라만족의 거의 17% 모두의 지지를 얻었기 때문이라고 주장했다. 달리트의 80%의 지지와 함께였다. 그러나 선거 직전 유권자들을 대상으로 한 설문 조사는 카스트 충성도가 유권자들의 주요 관심사가 아니었음을 시사했다. 대신 인플레이션 및 기타 사회 경제적 개발 문제가 결과를 결정했다. 마야와티가 카스트를 초월하여 성공을 거두면서 그녀가 미래의 인도 총리가 될 가능성에 대한 추측이 제기되었다.
우타르프라데시주의 마야와티 외에도 다모다람 산지바야는 1960년 1월 11일부터 1962년 3월 12일까지 안드라프라데시주 수상이었고, 지탄 람 만지는 1년이 채 안 되는 기간 동안 비하르주 수상이었다. 1997년에는 달리트였던 코체릴 라만 나라야난이 인도 대통령으로 선출되었다. 2017년에는 람나트 코빈드가 인도 대통령으로 선출되어, 인도에서 두 번째 달리트 대통령이 되었다.

### 득표 은행
득표 은행 정치는 인도에서 흔하며, 주로 종교나 카스트에 기반한다. 실제로 이 용어 자체는 인도 사회학자 M. N. 스리니바스에 의해 만들어졌다. 달리트는 종종 득표 은행으로 이용된다. 선거에서 승리한 정당이 선거 운동 중 달리트에게 한 약속을 파기했거나 당무에서 그들을 배제했다는 주장이 제기된 사례도 있다.

### 지정 카스트 및 지정 부족 하위 계획
지정 카스트, 지정 부족 하위 계획 (안드라프라데시) 또는 인디람마 칼랄루는 안드라프라데시주 정부의 달리트 복지를 위한 예산 배정이다. 이 법은 2013년 5월에 제정되었다. SC 및 ST는 별도의 지출 패널을 가지고 있다. 이 계획은 정부가 역사적으로 그랬던 것처럼 SC 및 ST를 위한 자금을 다른 프로그램으로 전용하는 것을 방지하기 위한 것이었다. 2013년 현재, 이에 상응하는 국가 계획은 존재하지 않았다. 지정 카스트 하위 계획 및 부족 하위 계획 기금은 종종 주 정부에 의해 다른 목적으로 전용된다.
인도 헌법은 달리트의 사회경제적 발전을 지원하기 위한 조항을 가지고 있지만, 이러한 혜택은 힌두교도에게만 한정된다. 다른 종교로 개종한 달리트들은 자신들에게도 혜택이 확대되기를 요구해 왔다.

## 인도 아대륙 밖

### 영국
제2차 세계 대전 이후, 구 대영 제국으로부터의 이민은 주로 노동력 부족으로 인해 발생했다. 인도 아대륙 디아스포라의 다른 구성원들과 마찬가지로, 달리트들도 이민하여 자신들의 공동체를 형성했다.
2009년 보고서에 따르면 영국에서 카스트 차별이 "만연"하다고 주장되었다. 이 보고서는 직장과 국민 보건 서비스 및 의사 사무실에서 카스트 제도가 지속된다고 주장했다.
일부는 카스트 차별이 존재하지 않는다고 주장한다. 일부는 정부가 공동체에 개입할 권리가 없다고 반대했다. 영국 힌두 포럼은 자체 조사를 실시하여 카스트 차별이 "영국 사회에 만연하지 않다"는 결론을 내렸으며, 반대 보고서는 표현과 행동을 입법화하여 차별을 증가시키려는 것이며, 대신 교육을 통해 장벽을 제거해야 한다고 주장했다.
2010년 연구에 따르면 영국에서는 직장과 서비스 제공에서 카스트 차별이 발생한다. 교육에서의 차별 가능성을 배제하지 않았지만, 그러한 사건은 발견되지 않았다. 이 보고서는 교육 활동에서 긍정적인 결과를 발견했다. 그러나 비입법적 접근 방식은 직장에서 덜 효과적이며, 당국이 차별하는 경우에는 도움이 되지 않을 것이라고 주장되었다. 차별법에 대한 한 가지 비판은 위반 증거를 얻기 어렵다는 것이었다. 입법의 인지된 이점은 구제책을 제공하고, 더 큰 이해를 이끌어내며, 그러한 차별의 사회적 수용을 줄인다는 것이었다.
영국에서 최근의 연구들은 결정적이지 않았으며, 차별이 "종교 특정적이지 않으며 어떤 종교 또는 종교가 없는 구성원에게도 적용된다"는 것을 발견했다. 평등부 장관 헬렌 그랜트는 특정 법률을 정당화할 충분한 증거가 없다고 보았고, 여성 및 평등 담당 예비 장관 케이트 그린은 그 영향이 상대적으로 소수의 사람들에게 미친다고 말했다. 옥스퍼드 힌두 연구 센터의 종교학 교수 개빈 플러드는 영국의 힌두 공동체가 특히 잘 통합되어 카스트 유대가 느슨해지고 있다고 결론지었다. 카스트적 신념은 주로 1세대 이민자들 사이에서 널리 퍼져 있었고, 그러한 편견은 더 큰 문화 동화로 인해 각 후속 세대에서 감소했다.
2013년 9월부터 2014년 2월까지 인도 철학자 메나 단다는 영국 평등 및 인권 위원회(EHRC)를 위해 '영국 내 카스트' 프로젝트를 이끌었으며, 이는 2010년 평등법에 영국 시민을 카스트 차별로부터 보호하기 위한 조항을 포함하는 것을 제안했다. 2018년에 영국 정부는 카스트를 해당 법의 "보호 특성"에 포함하지 않기로 결정하고, 대신 판례에 의존하여 카스트 기반 차별에 대한 기준을 식별하기로 했다.
반카스트 법안 지지자로는 에릭 러벅, 제4대 아베버리 남작과 글레니스 손턴, 손턴 남작부인이 있다.

#### 영국 내 시크 디아스포라

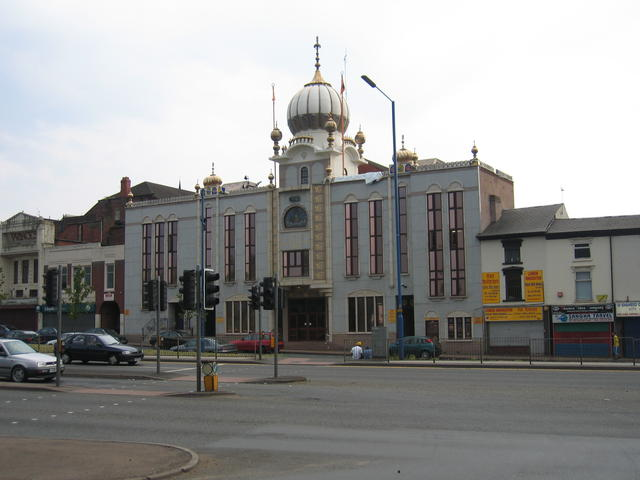
스메스윅의 시크 구르드와라. 영국의 대부분의 구르드와라는 카스트 기반이며 어떤 구르드와라에 다니는지에 따라 간접적으로 개인의 카스트를 알 수 있다.

영국의 시크교도는 카스트의 영향을 받는다. 람가리아 시크교도의 구르드와라와 같은 구르드와라는 카스트 라인을 따라 조직되어 있으며 대부분은 단일 카스트에 의해 통제된다. 시크교 인구가 많은 대부분의 영국 도시에서는 카스트별 관리 위원회를 가진 경쟁 구르드와라가 발견될 수 있다. 카스트 시스템과 카스트 정체성은 뿌리 깊게 박혀 있고 강화된다.
카스트간 결혼을 받아들이는 몇 안 되는 구르드와라도 마지못해 그렇게 한다. 구르드와라는 신랑 신부 이름에 싱과 카우르가 있어야 한다고 주장하거나, 구르드와라 기반 종교 서비스 및 커뮤니티 센터에 대한 접근을 거부할 수 있다.

### 카리브해에서
1883년에 카리브해에 도착한 이민자의 약 3분의 1이 달리트였다고 추정된다. 낯선 땅에서 착취당한 공통의 경험은 카리브해 힌두 공동체에서 점진적으로 카스트 장벽을 허물었다.

### 유럽 대륙에서
북인도에서 유래한 롬인들은 달리트 혈통이라고 한다. 1001년에서 1026년 사이에 롬인들은 힌두 통치자 밑에서 가즈나 왕조에 대항하여 싸웠다.

### 미국에서
많은 달리트들은 남아시아의 카스트 기반 억압을 피해 처음으로 미국으로 왔다. 1882년 중국인 배척법 이후, 노동자 수요는 많은 카스트가 다양한 남아시아 이민자들을 불러왔고, 그들 중 다수는 달리트였다. 1965년 이민 및 국적법 이후, 인도에서 오는 이민자들은 주로 전문직 종사자와 학생이었으며, 대부분 상위 카스트 또는 지배 카스트 출신이었다. 그러나 1990년대 이후에는 인도에서 온 숙련된 전문직 종사자 중 달리트가 더 많아졌는데, 이는 인도의 여러 세대에 걸친 적극적 우대조치 정책과 카스트 차별에 대한 조직적인 저항 노력 때문이었다.
2018년, Equality Labs는 "미국 내 카스트"에 대한 보고서를 발표했다. 이 보고서는 달리트계 미국인 두 명 중 한 명이 자신의 카스트가 "폭로될"까 봐 두려워하며 살고 있음을 발견했다. 또한 60%는 카스트 기반의 차별적인 농담을 경험했고, 25%는 카스트 때문에 언어적 또는 신체적 폭행을 당했다.
2020년 6월 말, 캘리포니아 공정 고용 및 주택국은 시스코 시스템즈를 상대로 소송을 제기하여, 회사 내의 달리트 엔지니어가 자신의 달리트 배경 때문에 상위 카스트 감독관 두 명으로부터 차별을 받았다고 주장했다. 이 소송은 "상위 카스트 감독관과 동료들이 차별적인 시스템의 관행을 자신들의 팀과 시스코의 직장으로 들여왔다"고 주장한다. 2023년, 캘리포니아 시민권국은 시스코 시스템즈를 상대로 카스트 차별을 주장하는 소송을 자발적으로 기각하면서도 시스코 시스템즈에 대한 소송은 계속 유지했다. CRD는 나중에 두 엔지니어와 시스코에 대한 허위 소송으로 상징적으로 2000달러의 벌금을 부과받았다.

## 문학
달리트 문학은 달리트가 자신의 삶의 경험에 대해 쓴 글을 포함하며, 중요한 문학 운동으로 부상하여 인도 문학의 독특한 부분을 형성한다. 이는 마라티어, 벵골어, 힌디어, 칸나다어, 펀자브어, 신드어, 오리야어, 타밀어 등 다양한 인도 언어에서 정체성을 형성했다. 가장 초기의 달리트 작가로 식별되는 인물은 11세기 서찰루키아 시대에 살았던 구두장이 성자 마다라 첸나이아로, 일부 학자들은 그를 "바차나 시의 아버지"로 간주하며, 달리트 태생으로 6편의 고백 시가 남아 있는 도하라 칵카이아도 있다. 현대 달리트 문학의 기원은 마라티 달리트 바크티 시인들과 타밀 싯다스의 작품에서 찾을 수 있으며, 이는 오랜 소외된 목소리의 전통을 시사한다. 이 문학 운동은 20세기 중반에 추진력을 얻었으며, 주류 문학에서 삶의 묘사에 도전했다. 1873년 조티라오 풀레의 굴람기리 출판은 달리트 문학의 중요한 순간을 알렸고, 불가촉천민의 비참한 상황을 조명했다.
인도의 달리트 문학은 다양한 지역 언어로 번성하여, 전국 달리트 공동체의 다양한 경험과 투쟁을 반영한다. 마하라슈트라주에서 바부라오 바굴의 단편 소설집 "제브하 미 자트 초랄리"(내가 내 카스트를 숨겼을 때)는 1963년에 출판되어 달리트 삶의 가혹한 현실을 묘사하며 비평적 찬사를 받았다. 남데오 다살과 다야 파와르와 같은 작가들은 "달리트 팬서스"를 소규모 잡지 운동의 일부로 도입하면서 마하라슈트라의 달리트 운동을 더욱 강화했다. 바부라오 바굴, 반두 마다브와 샨카르 라오 카라트는 1960년대에 활동했다. 이후 소규모 잡지 운동이 인기를 얻었다. 벵골에서는 1992년 추니 코탈의 자살 이후 달리트 문학 운동이 시작되었고, 이는 방글라 달리트 사히티야 산스타의 결성과 잡지 "차투르타 두니야"의 창간으로 이어졌다. 벵골의 저명한 달리트 작가로는 마노란잔 비아파리, 자틴 발라, 칼야니 차랄 등이 있다. 타밀나두주는 19세기 후반 파라이야르의 노력으로 시작된 오랜 달리트 문학 역사를 가지고 있다. 타밀 달리트 문학 운동은 만달 위원회 보고서와 암베드카르 탄생 100주년 기념 행사의 영향을 받아 1990년대에 탄력을 받았다. 바마, 조셉 맥완, 고구 시아말라와 같은 작가들은 타밀 달리트 문학에 큰 공헌을 했다. 텔루구어 문학에서는 카티 파드마 라오와 보자 타라캄과 같은 지도자들의 활동을 통해 달리트 목소리가 부각되었으며, 카스트 차별과 사회 불평등 문제를 다루었다. 구자라트어 달리트 문학은 1970년대 마하라슈트라의 달리트 팬서스 운동에서 영감을 받은 푸마와 팬서와 같은 잡지로 등장했다. 라메시찬드라 파르마르와 사힐 파르마르와 같은 작가들이 그 발전에 중요한 역할을 했다. 오리야어 달리트 문학은 15세기부터 풍부한 역사를 가지고 있으며, 수드라무니 사라라 다사와 비마 보이의 중요한 공헌이 있었다. 바수데브 수나니와 피탐바르 타라이와 같은 작가들은 오디샤주에서 달리트 문학 운동을 더욱 발전시켰다. 또한 달리트 문학은 시, 자서전, 구술 역사 이야기와 같은 다양한 형태를 포함하며, 바마의 "카루쿠"와 우르밀라 파와르의 "내 삶의 직물"과 같은 주목할 만한 작품들이 있다. 인도 작가 라제쉬 탈와르는 '간디, 암베드카르, 그리고 네 발 달린 전갈'이라는 제목의 희곡을 썼는데, 이 희곡은 암베드카르의 개인적인 경험과 공동체의 고통을 강조한다.
스리랑카에서는 K. 다니엘과 도미닉 지바와 같은 작가들이 주류 인기를 얻었다.

## 영화 산업에서
1980년대까지 달리트들은 발리우드나 다른 인도 영화 산업에 거의 관여하지 않았으며 공동체가 스토리라인의 중심에 묘사되는 경우는 거의 없었다. 람 빌라스 파스완 달리트 지도자의 아들인 치라그 파스완은 2011년 데뷔 영화 밀리 나 밀리 함으로 발리우드에서 경력을 시작했다. 뿌리 깊은 편견에 맞서 싸울 정치적 연줄과 재정적 능력이 있었음에도 불구하고 치라그는 이후 몇 년 동안 다른 영화 프로젝트를 "따내지" 못했다. 치라그는 초기에는 발리우드를 자신의 "어릴 적 꿈"이라고 묘사했지만, 결국 정치에 입문했다. 언론이 그에게 "발리우드의 카스트"에 대해 이야기하려 했을 때, 그는 그 문제에 대해 이야기하기를 거부했다. 달리트가 아닌 배우가 주연을 맡은 최근의 힌디어 영화는 에클라비아 - 더 로열 가드(2007년)였다. 남인도 영화에서 달리트 하위 카스트에 대한 카스트 기반 언급(주로 사회 경제적 하위 집단으로 분류되고 고정됨)의 지속적인 사용은 많은 달리트 팬들을 분노하게 한다.
브라질 텔레노벨라 카미뉴 다스 인디아스는 2009년에 방영되었는데, 주연 여성 캐릭터 마야(상류층 출신)가 달리트 남성과 사랑에 빠지는 이야기이다.

## 내부 갈등
여러 달리트 집단은 서로 경쟁 관계에 있으며 때로는 공동체 간 긴장이 드러난다. 한 연구는 인도 전역에 900개 이상의 달리트 하위 카스트가 존재하며, 내부적으로 분열되어 있음을 발견했다. 특정 카스트를 강조하는 것은 부상하는 달리트 정체성을 위협하고 SC들 사이의 경쟁을 조장한다고 주장된다.
달리트 해방 운동(DLM) 당 지도자는 2000년대 초반에 카스트 편견 자체와 싸우는 것보다 카스트 기반으로 달리트들을 조직하는 것이 더 쉽다고 말했다.
1990년대에 발미키와 파시는 자타브 당이라며 BSP를 보이콧했다.
많은 개종한 달리트 시크교도들은 힌두 라이가르, 조티아 차마르 및 라비다시보다 우월한 지위를 주장하며 때때로 그들과의 결혼을 거부한다. 그들은 결혼 동맹을 규제하는 고트라로 나뉜다. 안드라프라데시주에서는 말라와 마디가가 끊임없이 서로 갈등을 겪었지만 2015년 현재 말라와 마디가 학생들은 대학 수준에서 공동 달리트 대의를 위해 노력하고 있다.
비록 카티크(도축업자)가 일반적으로 방기보다 높은 카스트로 간주되지만, 후자는 자신들의 직업이 불결하다고 믿어 카티크에게 청소 서비스를 제공하기를 거부한다. 그들은 또한 발라이, 돌리, 모기야를 불결하다고 여기고 그들과 교류하지 않는다.

## 같이 보기
- 달리트 연맹
- 달리트 연구
- 미국의 카스트 차별
- 2006년 마하라슈트라 달리트 시위
- 빔 아미
- 차이티야 부미
- 달리트 불교
- 달리트 역사 월
- 달리트 민족주의
- 암베드카르 마칼 이야캄
- 아야탄 고팔란
- 보팔 회의
- 딕샤부미
- 인도 달리트의 건강 관리 접근성
- 붓다 TV
- 마하달리트
- 마리츠자피 학살
- 네팔 달리트 정보
- 나만타르 운동

## 추가 읽을거리
- Franco, Fernando; Macwan, Jyotsna; Ramanathan, Suguna (2004). 《Journeys to Freedom: Dalit Narratives》. Popular Prakashan. ISBN 978-81-85604-65-7.
- Ghosh, Partha S. (July 1997). 《Positive Discrimination in India: A Political Analysis》 (PDF). 《Ethnic Studies Report》 XV. 2004년 3월 12일에 원본 문서 (PDF)에서 보존된 문서.
- Joshi, Barbara R. (1986). 《Untouchable!: Voices of the Dalit Liberation Movement》. Zed Books. ISBN 978-0-86232-460-5.
- Limbale, Sharankumar (2004). 《Towards an Aesthetic of Dalit Literature》. Orient Longman. ISBN 81-250-2656-8.
- Mani, Braj Ranjan (2005). 《Debrahmanising History: Dominance and Resistance in Indian Society》. Manohar Publishers and Distributors. ISBN 81-7304-640-9.
- Michael, S. M. (2007). 《Dalits in Modern India – Vision and Values》. Sage Publications. ISBN 978-0-7619-3571-1.
- Omvedt, Gail (1994). 《Dalits and the Democratic Revolution – Dr. Ambedkar and the Dalit Movement in Colonial India》. Sage Publications. ISBN 81-7036-368-3.
- Omvedt, Gail (2006). 《Dalit Visions: The Anti-caste Movement and the Construction of an Indian Identity》. Orient Longman. ISBN 978-81-250-2895-6.
- Paik, Shailaja (2018). 《The rise of new Dalit women in Indian historiography》. 《History Compass》 16. e12491쪽. doi:10.1111/hic3.12491. S2CID 150339099.
- Prasad, Amar Nath; Gaijan, M. B. (2007). 《Dalit Literature: A Critical Exploration》. Sarup & Sons. ISBN 978-81-7625-817-3.
- Rajshekhar, V. T. (2003). 《Dalit – The Black Untouchables of India》 2판. Clarity Press. ISBN 0-932863-05-1.
- Rege, Sharmila (2006). 《Writing Caste Writing Gender:Narrating Dalit Women's Testimonios》. Zubaan. ISBN 978-8189013011.
- Samaddara, Ranabira; Shah, Ghanshyam (2001). 《Dalit Identity and Politics》. Sage Publications. ISBN 978-0-7619-9508-1.
- Sharma, Pradeep K. (2006). 《Dalit Politics and Literature》. Shipra Publications. ISBN 978-81-7541-271-2.
- Zelliot, Eleanor (2005). 《From Untouchable to Dalit – Essays on the Ambedkar Movement》. Manohar. ISBN 81-7304-143-1.